# Novoukraiinka, Vilneansk
Novoukraiinka (în ucraineană Новоукраїнка) este un sat în comuna Kirova din raionul Vilneansk, regiunea Zaporijjea, Ucraina.

## Demografie
Componența lingvistică a localității Novoukraiinka
     Ucraineană (94,34%)
     Rusă (5,66%)
Conform recensământului din 2001, majoritatea populației localității Novoukraiinka era vorbitoare de ucraineană (94,34%), existând în minoritate și vorbitori de rusă (5,66%).